# Don Marshall (hockey sur glace)
Pour les articles homonymes, voir Don Marshall et Marshall.
Donald Robert Gerald Marshall, né le 23 mars 1932 à Verdun dans la province de Québec (Canada) et mort le 8 octobre 2024 à Stuart en Floride, est un attaquant de hockey sur glace canadien ayant joué 1 176 matchs dans la LNH avec quatre équipes différentes.
Il est l'un des douze joueurs de l'organisation des Canadiens de Montréal qui participent à chacune des cinq Coupes Stanley remportées consécutivement par la franchise à la fin des années 1950.

## Biographie
Né le 23 mars 1932 à Verdun où il grandit, Don Marshall est le fils de Samuel Marshall et de Dorothy Taylor.
Après avoir joué avec le Canadien junior de Montréal, Don Marshall joue dans la LIH, la LAH et la LSQ pendant très peu de temps avant de se joindre aux Canadiens de Montréal pendant une très longue période. Il rejoint ensuite les Rangers de New York et finalement il joue une saison avec les Sabres de Buffalo et une autre avec les Maple Leafs de Toronto.
Don Marshall meurt le 8 octobre 2024 à Stuart en Floride à l’âge de 92 ans des suites de la Covid-19,,,.

## Vie privée
Don Marshall épouse Betty Paige Cameron au milieu des années 50. Ils élèvent leurs quatre enfants à Lachine au Québec. Le couple déménage en Floride après la retraite de Marshall de sa carrière d'homme d'affaires qui suit sa carrière de joueur de hockey.

## Statistiques
| Saison     | Équipe                      | Ligue      |       | Saison régulière | Saison régulière | Saison régulière | Saison régulière | Saison régulière |    | Séries éliminatoires | Séries éliminatoires | Séries éliminatoires | Séries éliminatoires | Séries éliminatoires |
| Saison     | Équipe                      | Ligue      | PJ    | B                | A                | Pts              | Pun              | PJ               | B  | A                    | Pts                  | Pun                  |                      |                      |
| 1948-1949  | Canadien junior de Montréal | LHJQ       |       |                  |                  |                  |                  |                  |    |                      |                      |                      |                      |                      |
| 1951-1952  | Canadiens de Montréal       | LNH        | 1     | 0                | 0                | 0                | 0                | --               | -- | --                   | --                   | --                   |                      |                      |
| 1951-1952  | Canadien junior de Montréal | LHJPQ      | -     | 32               | 46               | 78               | 6                |                  |    |                      |                      |                      |                      |                      |
| 1952-1953  | Mohawks de Cincinnati       | LIH        | 60    | 46               | 51               | 97               | 24               |                  |    |                      |                      |                      |                      |                      |
| 1953-1954  | Bisons de Buffalo           | LAH        | 70    | 39               | 57               | 96               | 8                | 3                | 1  | 4                    | 5                    | 0                    |                      |                      |
| 1954-1955  | Canadiens de Montréal       | LNH        | 39    | 5                | 3                | 8                | 9                | 12               | 1  | 1                    | 2                    | 2                    |                      |                      |
| 1954-1955  | Royals de Montréal          | LHQ        | 10    | 5                | 3                | 8                | 2                |                  |    |                      |                      |                      |                      |                      |
| 1955-1956  | Canadiens de Montréal       | LNH        | 66    | 4                | 1                | 5                | 10               | 10               | 1  | 0                    | 1                    | 0                    |                      |                      |
| 1956-1957  | Canadiens de Montréal       | LNH        | 70    | 12               | 8                | 20               | 6                | 10               | 1  | 3                    | 4                    | 2                    |                      |                      |
| 1957-1958  | Canadiens de Montréal       | LNH        | 68    | 22               | 19               | 41               | 14               | 10               | 0  | 2                    | 2                    | 4                    |                      |                      |
| 1958-1959  | Canadiens de Montréal       | LNH        | 70    | 10               | 22               | 32               | 12               | 11               | 0  | 2                    | 2                    | 2                    |                      |                      |
| 1959-1960  | Canadiens de Montréal       | LNH        | 70    | 16               | 22               | 38               | 4                | 8                | 2  | 2                    | 4                    | 0                    |                      |                      |
| 1960-1961  | Canadiens de Montréal       | LNH        | 70    | 14               | 17               | 31               | 8                | 6                | 0  | 2                    | 2                    | 0                    |                      |                      |
| 1961-1962  | Canadiens de Montréal       | LNH        | 66    | 18               | 28               | 46               | 12               | 6                | 0  | 1                    | 1                    | 2                    |                      |                      |
| 1962-1963  | Canadiens de Montréal       | LNH        | 65    | 13               | 20               | 33               | 6                | 5                | 0  | 0                    | 0                    | 0                    |                      |                      |
| 1963-1964  | Rangers de New York         | LNH        | 70    | 11               | 12               | 23               | 8                |                  |    |                      |                      |                      |                      |                      |
| 1964-1965  | Rangers de New York         | LNH        | 69    | 20               | 15               | 35               | 2                |                  |    |                      |                      |                      |                      |                      |
| 1965-1966  | Rangers de New York         | LNH        | 69    | 26               | 28               | 54               | 6                |                  |    |                      |                      |                      |                      |                      |
| 1966-1967  | Rangers de New York         | LNH        | 70    | 24               | 22               | 46               | 4                | 4                | 0  | 1                    | 1                    | 2                    |                      |                      |
| 1967-1968  | Rangers de New York         | LNH        | 70    | 19               | 30               | 49               | 2                | 6                | 2  | 1                    | 3                    | 0                    |                      |                      |
| 1968-1969  | Rangers de New York         | LNH        | 74    | 20               | 19               | 39               | 12               | 4                | 1  | 0                    | 1                    | 0                    |                      |                      |
| 1969-1970  | Rangers de New York         | LNH        | 57    | 9                | 15               | 24               | 6                | 1                | 0  | 0                    | 0                    | 0                    |                      |                      |
| 1970-1971  | Sabres de Buffalo           | LNH        | 62    | 20               | 29               | 49               | 6                |                  |    |                      |                      |                      |                      |                      |
| 1971-1972  | Maple Leafs de Toronto      | LNH        | 50    | 2                | 14               | 16               | 0                | 1                | 0  | 0                    | 0                    | 0                    |                      |                      |
| Totaux LNH | Totaux LNH                  | Totaux LNH | 1 176 | 265              | 324              | 589              | 127              | 94               | 8  | 15                   | 23                   | 14                   |                      |                      |

## Trophées et honneurs personnels
- Ligue internationale de hockey :
  - trophée James-Gatschene : 1953.
- Ligue américaine de hockey :
  - trophée Dudley-« Red »-Garrett : 1954.
- Ligue nationale de hockey :
  - coupe Stanley avec les Canadiens de Montréal : 1956, 1957, 1958, 1959 et 1960.